# Эру Илуватар
Э́ру Илу́ватар (кв. Eru Ilúvatar, дословно — «Единый отец всего») — единый Бог в легендариуме Дж. Р. Р. Толкина. Эру вечно пребывает в Чертогах Безвременья.

## Имена
В начале был Эру, Единый. На Арде зовётся Он — Илуватар.Дж. Р. Р. Толкин, Сильмариллион (в переводе Н. Григорьевой и В. Грушецкого)
И Эру, и Илуватар — не имена собственные, а эпитеты. Eru на квенья значит «Единый», Ilúvatar означает «Всеотец». Это имена, которыми эльфы назвали создателя Эа, Мира Сущего.
Эру Илуватар не упомянут по имени в самых известных работах Джона Толкина: «Хоббите» и «Властелине колец» — на него ссылаются как на «Единственного» в приложении к «Властелину колец», в котором говорится о падении Нуменора (Приложение А).

## Эру Илуватар, Айнур и Эа
Сначала, как говорится в «Айнулиндалэ», первой книге «Сильмариллиона», был мрак и великая Пустота. И в этой бескрайней Пустоте в одиночестве жил Вездесущий Эру Единый, которого эльфы впоследствии назвали Илуватаром. Это существо Толкин и называет Творцом всего сущего.
В «Айнулиндалэ» Толкин рассказывает о том, как Эру мыслью своей создал божеств — Айнур («Священных, что явились порождением его мысли, и пребывали они с ним прежде, чем создано было что-то ещё»), силой своего духа «возжёг в них Неугасимое Пламя», даровал им бессмертную сущность и задал каждому из них музыкальную тему.
Для Айнур Эру создал в Пустоте Чертоги Безвременья. Вначале Айнур исполняли свои музыкальные темы поодиночке или в группах, но «каждому ясна была только та часть помыслов Илуватара, от которой происходил он сам; и лишь медленно приходили они к пониманию своих собратьев. Однако же, слушая, всё более постигали они, и росли между ними согласие и гармония».
Затем Эру собрал всех Айнур вместе и объявил им «великую тему», «раскрывая перед ними знания ещё более глубокие и удивительные, нежели прежде», и повелел им всем вместе воплотить её в Великую Музыку, разрешив дополнять свои темы «своими собственными помыслами и вариациями». Голоса Айнур сплелись в песнь, что заполнила «кущи Илуватара» и полилась дальше, заполнив Пустоту. При этом было предсказано, что ещё более великую музыку перед престолом Илуватара исполнят хоры Айнур и Детей Илуватара по окончании дней.
Позже Илуватар представил Айнур зримое, материальное воплощение исполненной ими Великой Музыки — «и предстал перед ними новый, ставший видимым Мир, и покоилась сфера Мира среди Пустоты, и Пустота поддерживала его». Перед Айнур затем развернулась вся дальнейшая история этого Мира, в котором оказались воплощены и основная тема, заданная Илуватаром, и те помыслы и вариации, которые добавляли сами Айнур — включая тайные помышления Мелькора. Никогда ранее Илуватар не раскрывал Айнур всю полноту своего замысла. Именно в этот момент они впервые узрели предстояший приход Детей Илуватара — эльфов и людей, ибо Дети Илуватара задуманы были самим Илуватаром, и явились они в третьей теме Великой Музыки, а в той теме, что задал Илуватар с самого начала, их не было, и никто из Айнур не причастен к их созданию. Но даже сейчас Илуватар не показал Айнур начала Владычества Людей и заката Перворождённых — они не увидели зримо ни воплощения поздних эпох, ни конца Мира.
В дальнейшем Илуватар предоставил Айнур заняться обустройством Арды как обители Детей Илуватара. Те из Айнур, кто простился с Илуватаром и спустился в Мир, известны как Валар. Войдя в сотворённый мир, Валар стали его неотъемлемой частью, и поэтому не смогут покинуть Арду, пока та существует. Согласно «Айнулиндалэ», «одно условие поставил перед ними Илуватар, а может — таково неизбежное следствие их любви: их власть и сила отныне должны быть заключены и связаны в пределах Мира, и пребывать им там вовеки до тех пор, пока не завершится его история, так что в них — жизнь Мира, а Мир — их жизнь. И с тех пор именуются они Валар, Власти Мира».

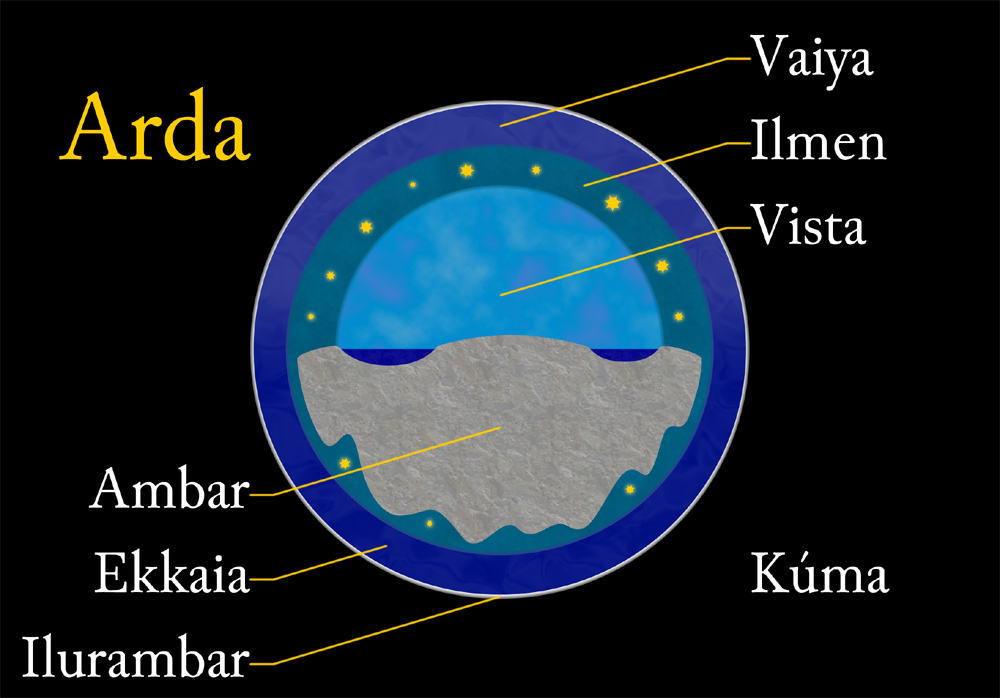
Схематическое представление одной из концепций Толкина, согласно которой Арда находится в Пустоте (Kúma). На схеме показан Окутывающий Океан (Ekkaia) и область чистого воздуха со звёздами (Ilmen), до создания Солнца и Луны.

Эру Илуватар — важный фигурант историй «Сильмариллиона», однако в жизнь Арды он вмешивался очень редко: вдохнул жизнь в гномов, сотворённых Аулэ; решил судьбу погибшего Феанора; уничтожил восставший Нуменор и удалил Аман за круги мира по просьбе Валар; воскресил Гэндальфа после его гибели в поединке с морийским Балрогом. Также, когда Манвэ дал разрешение на воскрешение Берена по просьбе Лютиэн, сказано, что для этого он «искал совета в сокровенных помыслах своего сердца, и открывалась ему воля Илуватара».

## Дети Илуватара
- Эльфы, «квенди», Перворождённые[1].
- Люди, «атани», Пришедшие Следом[1].

Дети Илуватара задуманы были самим Илуватаром, и явились они лишь в третьей теме Великой Музыки Айнур, а в той теме, что задал Илуватар с самого начала, их не было, и никто из Айнур не причастен к их созданию.
Айнур, узнав о предстоящем приходе Детей Илуватара в Мир Сущий, «потому тем более возлюбили Детей, увидя их — существа иные, нежели они сами, непостижимые и свободные, в которых воссиял заново замысел Илуватара».
Как говорится в «Сильмариллионе», «Валар для людей и эльфов — скорее старшие и вожди, нежели повелители; и если когда-либо, сообщаясь с Детьми Илуватара, Айнур и пытались принудить их силой там, где не желали Дети внимать наставлениям, редко оборачивалось это к добру, сколь бы благим ни было намерение. Однако же большей частью Айнур общались лишь с эльфами, ибо Илуватар создал Перворождённых во многом подобными Айнур по природе своей, хотя и уступающими им могуществом; людям же дал он необычные дары»: «Смерть их удел, таков дар Илуватара, которому с течением времени позавидуют даже Власти Земли, Валар».
Лишь Илуватару ведома посмертная участь людей и то, каким будет конец мира.
Заявлено, что в конце мира Дети Илуватара совместно с Айнур в Чертогах Безвременья исполнят Вторую Музыку Айнур.
Орки по самой своей сути являлись искажениями Детей Илуватара, которые были «выведены» Морготом.